# Woodman, Wisconsin
Woodman là một làng thuộc quận Grant, tiểu bang Wisconsin, Hoa Kỳ. Năm 2006, dân số của làng này là 96 người.